# Transformación de Galileo

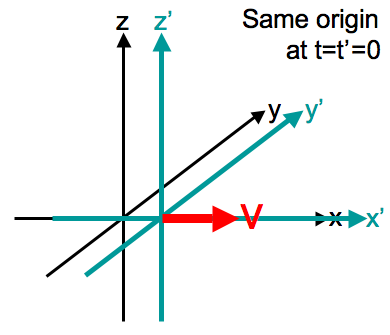
Configuración típica de un sistema de coordenadas en una transformación de Galileo.

Una transformación de Galileo es un cambio de coordenadas y velocidades que deja invariante las ecuaciones de Newton. La condición anterior equivale a que la transformación entre las coordenadas de un sistema de referencia inercial y otro sistema inercial que se mueve respecto al primero sea también una transformación de Galileo.

## Transformación de coordenadas
Galileo Galilei propuso en 1638 que si se tiene un sistema {\displaystyle A\;} en reposo y un sistema {\displaystyle B\;} en movimiento, a velocidad constante {\displaystyle V_{x}\;} respecto del primero a lo largo del sentido positivo del eje {\displaystyle x\;}, y si las coordenadas de un punto del espacio para {\displaystyle A\;} son {\displaystyle (x,y,z)\;} y para {\displaystyle B\;} son {\displaystyle (x',y',z')\;}, se puede establecer un conjunto de ecuaciones de transformación de coordenadas bastante sencillo.
Así, si se quiere hallar las coordenadas de {\displaystyle B} a partir de las coordenadas de {\displaystyle A} se tienen las ecuaciones:

{\displaystyle {\begin{cases}x'=x-V_{x}t\\y'=y\\z'=z\end{cases}}}

En cuanto al tiempo, se tiene que:

{\displaystyle t'=t\,}

Las anteriores relaciones se pueden reescribir en forma matricial como:

{\displaystyle {\begin{bmatrix}t'\\x'\\y'\\z'\end{bmatrix}}={\begin{bmatrix}1&0&0&0\\-V_{x}&1&0&0\\0&0&1&0\\0&0&0&1\end{bmatrix}}{\begin{bmatrix}t\\x\\y\\z\end{bmatrix}}}

Las anteriores son las transformaciones de Galileo más simples. Generalmente se consideran transformaciones más generales, de hecho el conjunto de todas las transformaciones del tipo anterior según cualquier dirección (no necesariamente sobre el eje X) junto con las rotaciones constituyen el llamado grupo de Galileo. El grupo de Galileo completo incluyendo las traslaciones espaciales y temporales, es substancialmente más complicado que el grupo de Lorentz.

## Transformaciones de otras magnitudes
Son sencillas de deducir, pero a diferencia de las transformaciones de Lorentz que actúan del mismo modo sobre todos los (cuadri)vectores, las transformaciones de Galileo son diferentes para diferentes vectores. Por ejemplo, las fuerzas y las aceleraciones son invariables bajo una transformación de Galileo simple, en cambio el momento lineal se transforma de manera similar a como lo hace el vector velocidad:

{\displaystyle {\begin{matrix}\mathbf {v} '=\mathbf {v} -\mathbf {V} &\qquad &\mathbf {a} '=\mathbf {a} \\\mathbf {p} '=\mathbf {p} -m\mathbf {V} &\qquad &\mathbf {F} '=\mathbf {F} \end{matrix}}}

La energía cinética tiene una ley de transformación un poco más complicada, puesto que al sustituir v' obtenemos:

{\displaystyle T'={\frac {1}{2}}m{{v}'}^{2}={\frac {1}{2}}m\|\mathbf {v} -\mathbf {V} \|^{2}={\frac {1}{2}}m({v}^{2}+{V}^{2})-m\mathbf {v} \cdot \mathbf {V} =T+{\frac {1}{2}}m{V}^{2}-\mathbf {p} \cdot \mathbf {V} }

## Grupo de Galileo
El conjunto de transformaciones de Galileo forman un grupo matemático. Esto significa que dadas dos transformaciones de Galileo la composición de las mismas es una nueva transformación de Galileo. Como grupo el grupo de Galileo es un grupo de Lie de diez dimensiones y no conmutativo. El grupo de Galileo ordinario se designa como {\displaystyle {\text{SGal}}(3)} y pueden considerarse un subgrupo del grupo general lineal espacio euclídeo ampliado con el tiempo. Existen varias representaciones del grupo de Galileo, una de las más intuitivas es la de grupo de matrices sobre {\displaystyle \mathbb {R} ^{5}} donde un evento que sucede en el tiempo t y el punto del espacio euclídeo x se representa por un vector 
{\displaystyle (t,\mathbf {x} ,1)\in \mathbb {R} ^{5}}, con esa convención el grupo 
{\displaystyle {\text{SGal}}(3)} es isomorfo a las matrices de la forma:

{\displaystyle {\begin{bmatrix}1&0&s\\\mathbf {v} &\mathbf {R} &\mathbf {y} \\0&0&1\end{bmatrix}}{\begin{bmatrix}t\\\mathbf {x} \\1\end{bmatrix}}={\begin{bmatrix}t+s\\t\mathbf {v} +\mathbf {Rx} +\mathbf {y} \\1\end{bmatrix}}}

donde:
{\displaystyle s\,} es un número real.
{\displaystyle \mathbf {v,x,y} \in \mathbb {R} ^{3}} son vectores euclídeos.
{\displaystyle \mathbf {R} } es una matriz de rotación.
La composición de transformaciones puede llevarse a cabo a través de la multiplicación de matrices. {\displaystyle {\text{SGal}}(3)} posee algunos subgrupos distinguidos que tienen nombre propipio. Sea {\displaystyle m=m(\mathbf {v,y,R} ,s)} la transformación de Galileo dada por los parámetros {\displaystyle (\mathbf {v,y,R} ,s)}:

{\displaystyle G_{1}=\{m\in {\text{SGal}}(3)|s=0,\mathbf {y} =0\},} transformaciones uniformemente especiales.
{\displaystyle G_{2}=\{m\in {\text{SGal}}(3)|\mathbf {v} =0,\mathbf {R} =\mathbf {I} _{3}\}\cong (\mathbb {R} ^{4},+),} desplazamientos de origen.
{\displaystyle G_{3}=\{m\in {\text{SGal}}(3)|s=0,\mathbf {y} =0,\mathbf {v} =0\}\cong {\text{SO}}(3),} rotaciones del sistema de referencia (ver SO(3)).
{\displaystyle G_{4}=\{m\in {\text{SGal}}(3)|s=0,\mathbf {y} =0,\mathbf {R} =\mathbf {I} _{3}\}\cong (\mathbb {R} ^{3},+),} movimientos relativos uniformes.

Los parámetros {\displaystyle (\mathbf {v,y,R} ,s)} expanden un conjunto de diez dimensiones. Puesto que las transformaciones dependen continuamente de dichos parámetros el grupo de Galileo es un grupo topológico (en particular es un grupo de Lie, como se ha dicho). La estructura completa del grupo se puede representar mediante productos semidirectos {\displaystyle A\rtimes B}):
1. {\displaystyle G_{2}\triangleleft {\text{SGal}}(3)} (G2 es un subgrupo normal)
2. {\displaystyle {\text{SGal}}(3)\cong G_{2}\rtimes G_{1}}
3. {\displaystyle G_{4}\trianglelefteq G_{1}}
4. {\displaystyle G_{1}\cong G_{4}\rtimes G_{3}}
5. {\displaystyle {\text{SGal}}(3)\cong \mathbb {R} ^{4}\rtimes (\mathbb {R} ^{3}\rtimes {\text{SO}}(3))}.